# Dub na náměstí sv. Michala
Dub na náměstí sv. Michala (dub letní, případně kříženec dubu zimního a letního) je památný strom ve městě Vrbno pod Pradědem, rostoucí jen asi 20 až 25 metrů přibližně jižním směrem od kostela svatého Michaela archanděla na stejnojmenném náměstí.

## Základní údaje
- Druh: dub letní (Quercus robur L.),[2] ale na informační tabuli u stromu je uvedeno, že jde o křížence dubu zimního a letního.[3]
- Chráněným stromem byl dub vyhlášen 3. srpna 2001 (s účinností od 24. srpna 2001). Revize vyhlašovací dokumentace proběhla 10. července 2024.[2]
- Obvod kmene: 310 cm v době vyhlášení.[3]
- Výška stromu: 23 metrů v době vyhlášení.[3]
- Odhadované stáří stromu: 100–150 let v době vyhlášení.[3]
- Poloha: 50°7′2″ s. š., 17°22′42″ v. d.

## Další památné stromy veVrbně
Na území města Vrbno pod Pradědem se nachází další stromy, které byly vyhlášeny jako památné. Jen asi 90 metrů vzdušnou čarou, přibližně jihozápadním směrem, kousek od hřbitova i smuteční síně, roste lípa u kapličky pod hřbitovem (lípa srdčitá, obvod kmene v době vyhlášení 460 cm, výška 16 metrů). Již mimo intravilán obce, asi 600 metrů jihozápadním směrem od ulice Střelničná, roste na svazích nad městem modřín v mezích nad kynologickým cvičištěm (obvod kmene a výška neuvedena).
Kromě toho dva další památné stromy jsou v obci Mnichov pod Pradědem, která je součástí města Vrbno pod Pradědem. Nedaleko od sebe, u stejné místní komunikace, rostou mnichovský klen (druh javor klen, uváděn též jako javor horský, vyhlášen 2016, má tři hlavní kmeny). Jen asi 230 metrů severněji pak mnichovský modřín (druh modřín opadavý, na informační tabuli uveden jako modřín evropský; Larix decidua), který byl vyhlášen v roce 2007.

## Fotogalerie

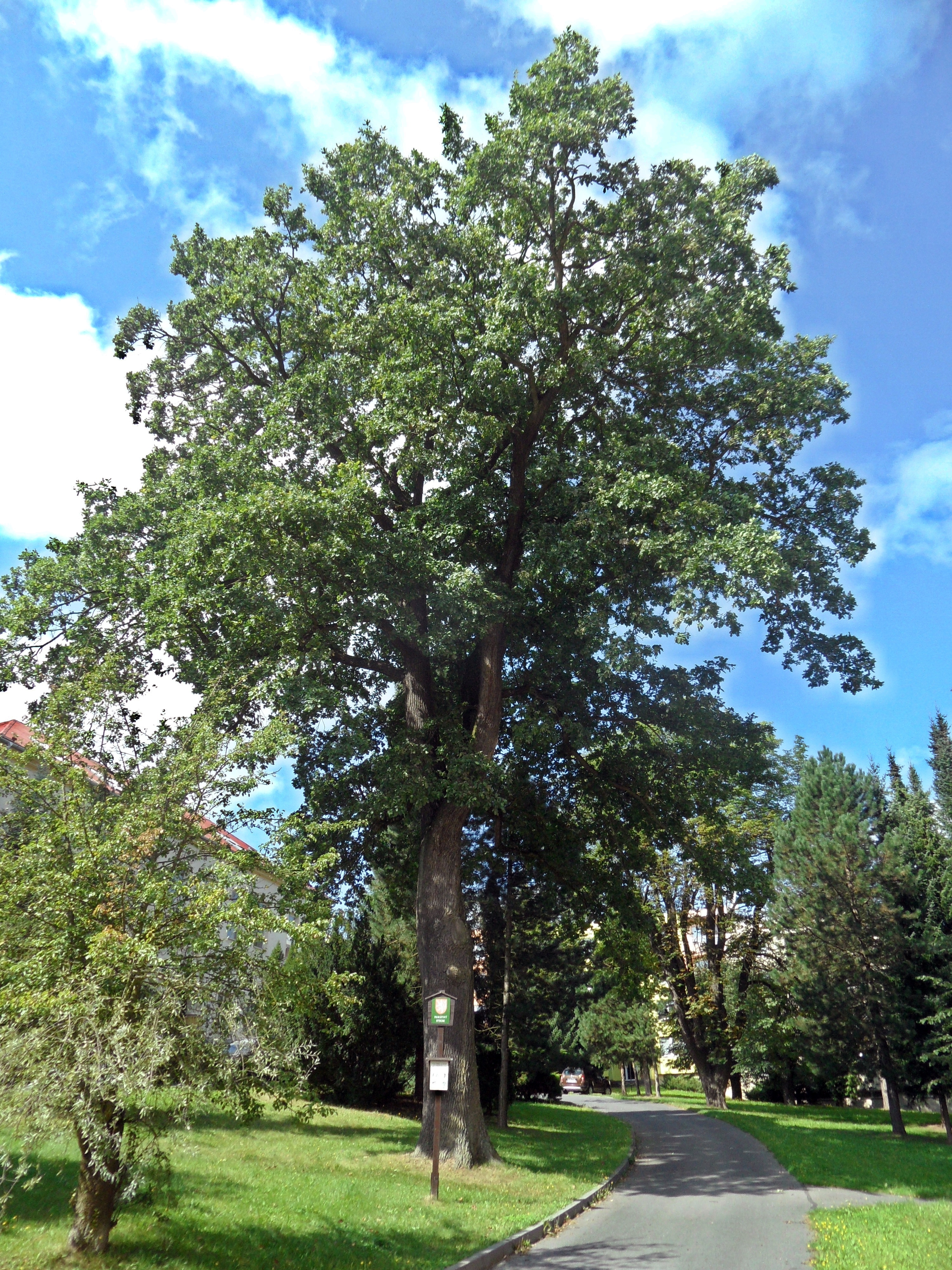
Celkový pohled (2024) od východu
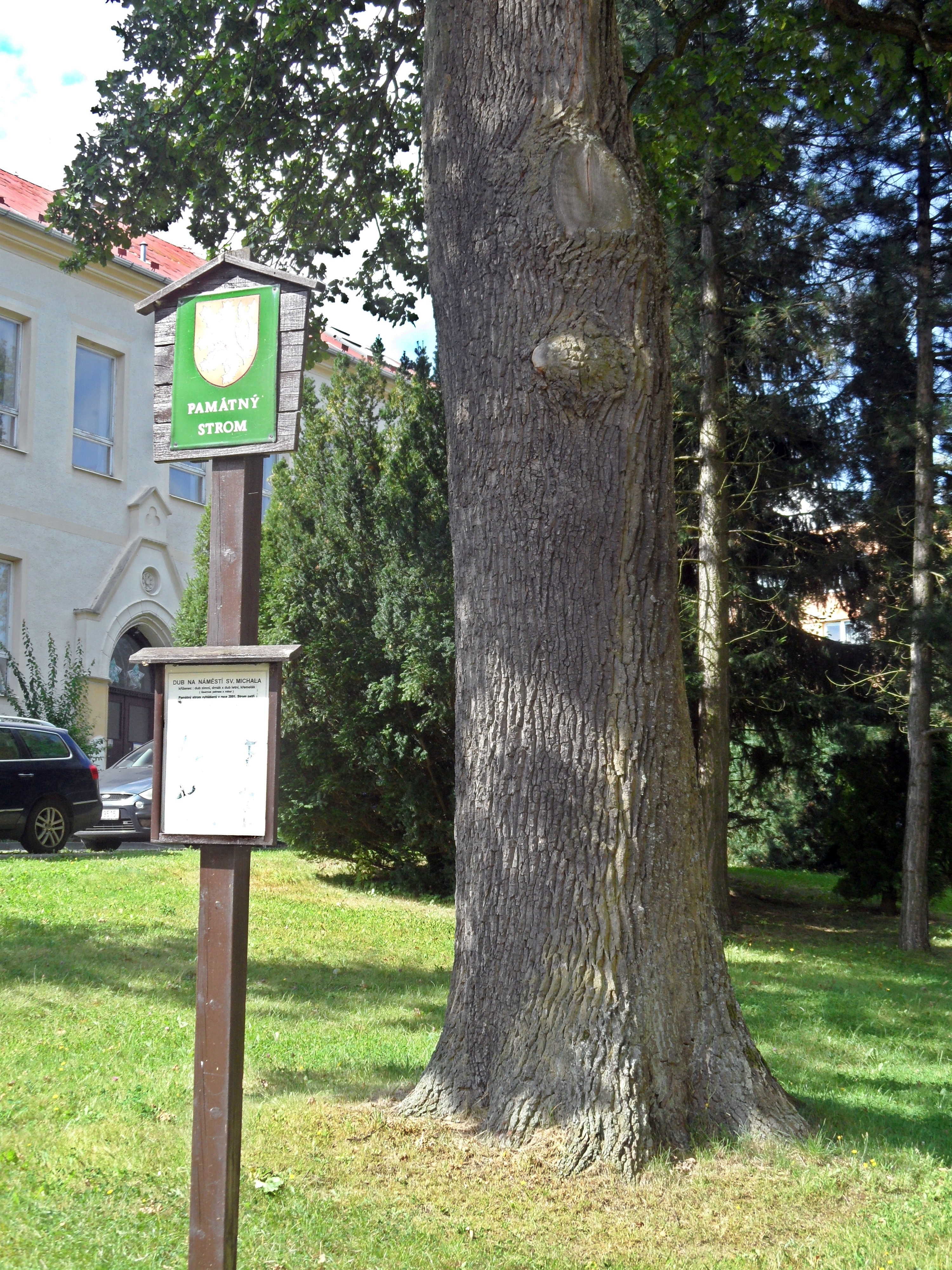
Detail kmene a označení památného stromu
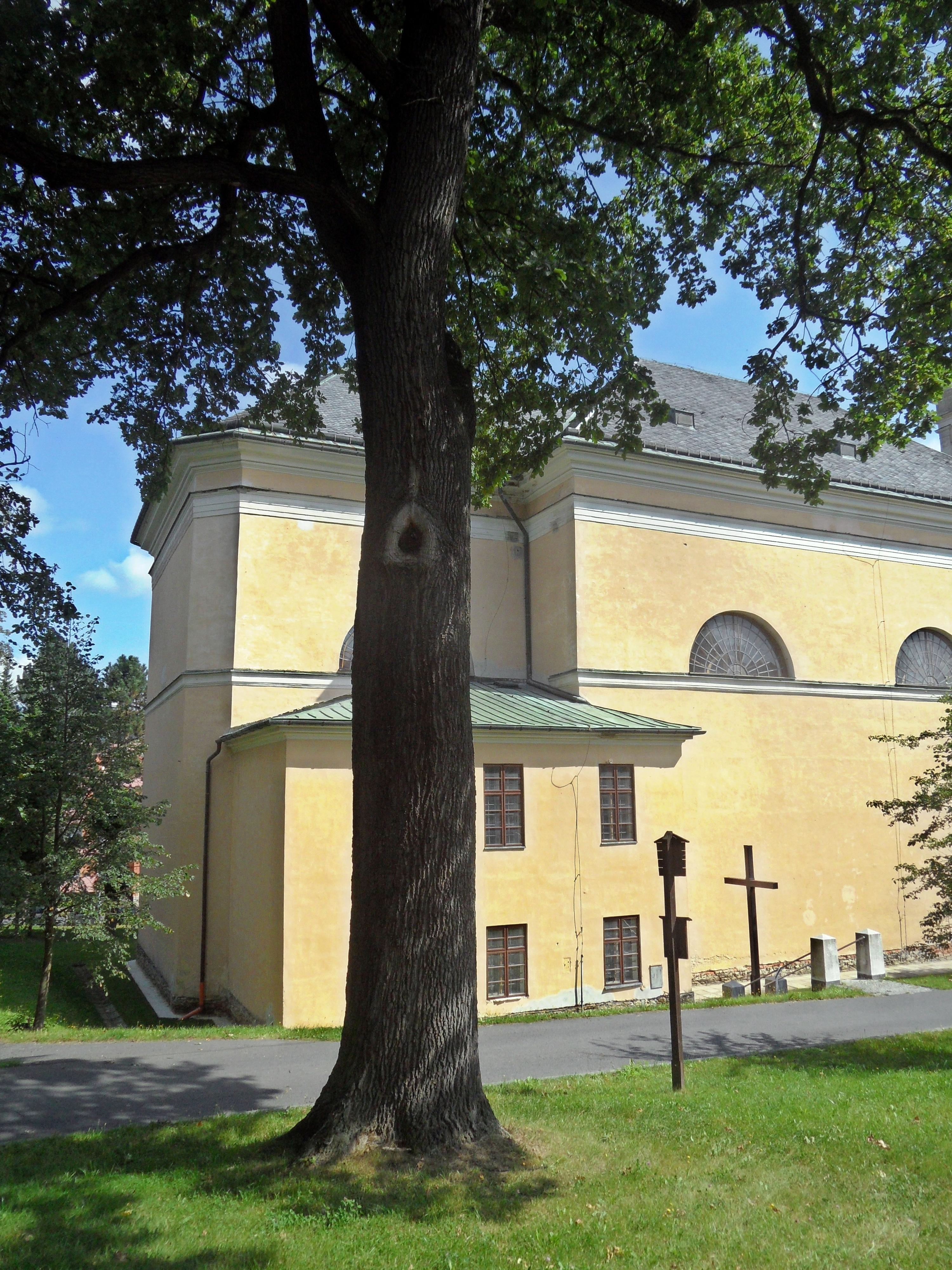
Pohled směrem ke kostelu